# Periphery
I Periphery sono un gruppo musicale djent statunitense, formatosi nel 2004 a Bethesda, nel Maryland.

## Storia del gruppo

### Primi anni,Periphery(2004-2011)
I Periphery nascono inizialmente come progetto solista del chitarrista Misha Mansoor, divenendo un gruppo vero e proprio a partire dal 2007 con l'inclusione di Jake Veredika (voce), Alex Bois (chitarra), Tom Murphy (basso) e Matt Halpern (batteria).
Dopo svariati cambi di formazione (tra cui la sostituzione di Veredika con Chris Barretto), il 21 agosto 2009 il gruppo ha firmato un contratto discografico con la Sumerian Records. L'album di debutto, dal titolo omonimo, è stato pubblicato il 20 aprile 2010; pochi mesi prima della sua uscita, Barretto ha lasciato il gruppo, venendo sostituito da Spencer Sotelo, che ha nuovamente inciso le parti vocali per il disco.
All'album di debutto ha fatto seguito l'EP Icarus EP, pubblicato il 19 aprile 2011 e composto da alcuni remix di Icarus Lives! e Jetpack Was Yes e tre inediti.

### Periphery II,JuggernautePeriphery III(2012-2016)
Il 3 luglio 2012 i Periphery hanno pubblicato il secondo album in studio, Periphery II: This Time It's Personal, anticipato a giugno dal singolo Make Total Destroy.
Il 27 gennaio 2015 è stata la volta degli album Juggernaut: Alpha e Juggernaut: Omega, primi concept album del gruppo.
Il 22 luglio dell'anno seguente è uscito il quarto album in studio Periphery III: Select Difficulty, il cui brano d'apertura The Price Is Wrong ha ricevuto una candidatura ai Grammy Awards 2017 nella categoria Best Metal Performance.

### Periphery IV: Hail Stan(2018-presente)
Il 19 aprile 2018 il gruppo ha reciso il contratto con la Sumerian Records, annunciando a giugno la creazione della propria etichetta discografica, la 3DOT Recordings.
Il 6 febbraio 2019 è stato annunciato il sesto album Periphery IV: Hail Stan e presentato il primo singolo Blood Eagle. Uscito il successivo 5 aprile, il disco si compone di nove brani, tra cui Reptile, inciso con la partecipazione vocale di Mikee Goodman degli SikTh.

## Formazione
Attuale
- Misha Mansoor – chitarra, basso, programmazione (2005-presente)
- Jake Bowen – chitarra, programmazione (2007-presente), cori (2011-presente)
- Matt Halpern – batteria (2009-presente)
- Spencer Sotelo – voce (2010-presente)
- Mark Holcomb – chitarra (2011-presente)

Turnisti
- Jeff Holcomb – basso (2012)
- John Browne – chitarra (2011)

Ex componenti
- Jason Berlin – batteria (2005)
- Jake Veredika – voce (2005-2007)
- Casey Sabol – voce (2007-2008)
- Travis Orbin – batteria (2005-2009)
- Chris Barretto – voce (2008-2010)
- Alex Bois – chitarra, cori (2005-2011)
- Tom Murphy – basso, cori (2005-2011)
- Adam "Nolly" Getgood – basso, programmazione (2012-2017)

## Discografia

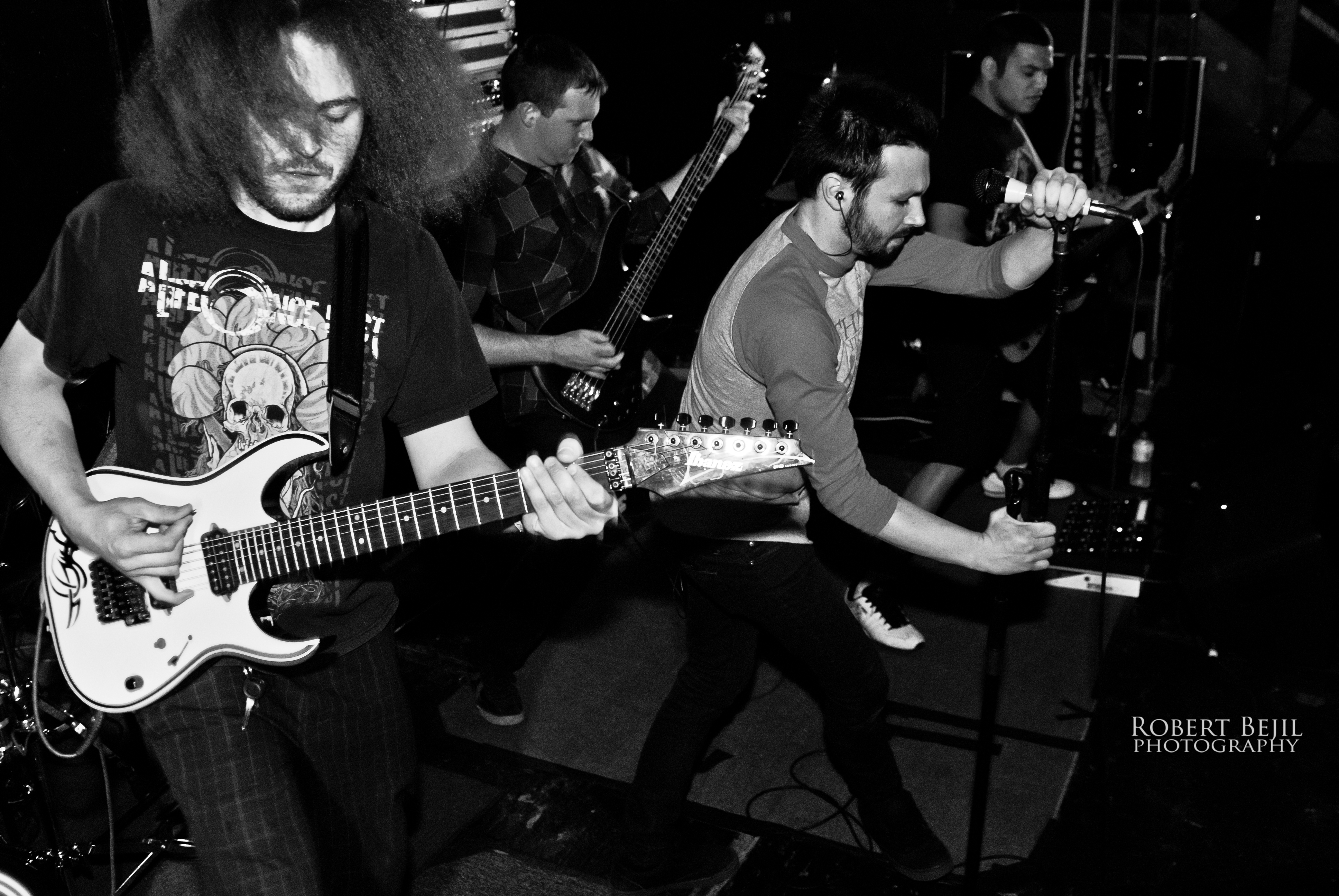
I Periphery in concerto nel 2011

### Album in studio
- 2010 – Periphery
- 2012 – Periphery II: This Time It's Personal
- 2015 – Juggernaut: Alpha
- 2015 – Juggernaut: Omega
- 2016 – Periphery III: Select Difficulty
- 2019 – Periphery IV: Hail Stan
- 2023 – Periphery V: Djent Is Not a Genre

### Album dal vivo
- 2020 – Live in London

### EP
- 2011 – Icarus EP
- 2014 – Clear

### Singoli
- 2012 – Passenger
- 2012 – Make Total Destroy
- 2015 – Omega
- 2015 – Alpha
- 2019 – Blood Eagle
- 2019 – Garden in the Bones
- 2020 – Marigold (Live in London)
- 2023 – Wildfire/Zagreus
- 2023 – Atropos

## Videografia

### Video musicali
- Icarus Lives!
- Jetpacks Was Yes!
- Make Total Destroy
- Scarlet
- Ragnarok
- Alpha
- Marigold
- Blood Eagle
- CHVRCH BVRNER
- Wildfire
- Atropos